# Lene Lovich
Lene Lovich,  (Detroit, 30 de março de 1949) como Lili-Marlene Premilovich é uma cantora norte-americana.
Obteve grande sucesso com o single "Lucky Number".

## Discografía

### Álbums
- Stateless (1978) #35 UK
- Flex (1979) #19 UK, #39 DE
- 1980 Global Assault - Recorded Live In London And Boston (1980) Promo only
- No Man's Land (1982)
- March (1989)
- Shadows and Dust (2005)

#### Compilações
- The Best Of Lene Lovich (1997)
- The Very Best Of (1997)
- Lucky Number - The Best Of (2004)

### DVD
- Lene Lovich: Live from New York (2007)